# NGC 505
NGC 505 est une galaxie lenticulaire située dans la constellation des Poissons. NGC 505 a été découverte par l'astronome allemand Albert Marth en 1864.

## Caractéristiques
Sa vitesse par rapport au fond diffus cosmologique est de 5 250 ± 36 km/s, ce qui correspond à une distance de Hubble de 77,4 ± 5,5 Mpc (∼252 millions d'al).